# Fernando del Pulgar
Hernando del Pulgar (o, más correctamente, de Pulgar) (Madrid, ¿1436?-1492), también llamado Fernando o Fernán, fue un humanista e historiador español.

## Biografía
El testimonio más antiguo, el de Gonzalo Fernández de Oviedo, lo tiene por nacido en Madrid (y era hombre de gran memoria, que lo conocía en persona). El bibliógrafo Tomás Tamayo de Vargas, en el prólogo a Diego García de Paredes y relación breve de su tiempo (1621) creía, fundándose en fray Francisco de Santa María, de Loja, que se apellidaba en el mundo también Pulgar, que Fernando de Pulgar nació en Pulgar, cerca de Toledo, tal vez por los años de 1430 o en 1435. De esta opinión es Nicolás Antonio, pero Pedro Salazar de Mendoza lo da como natural de Toledo.
Quizás descendía de judíos conversos, pues su padre era un escribano de Toledo, Diego Rodríguez, y este solía ser oficio reservado entonces a los de tal estirpe. Se educó en la corte de Juan II de Castilla, y estuvo en la de su sucesor Enrique IV, quien le nombró secretario real, profesión en la que continuó (1471) con su hermana Isabel la Católica y a la que agregó el cargo de consejero de Estado. Fue embajador en Roma en 1473 ante Sixto IV y luego en París, hacia donde marchó en 1475 para comunicar a Luis XI la muerte de Enrique IV; un tiempo después volvió a París para concertar el matrimonio entre el delfín Carlos y la princesa Isabel, hija de los Reyes Católicos. En ese mismo viaje mantuvo negociaciones en Bayona con la delegación francesa dirigida por Jean Bilhères de Lagraulas sobre los condados del Rosellón y Cerdaña. Vuelto a la Corte, se le encomendó la educación de varios nobles importantes:

Quatro dellos crío (educo) ahora en mi casa... e más de quarenta ommes honrados e casados están en esa tierra que crie y mostré
Letra XXX, al Cardenal de España

En 1479 se retiró de la Corte y de la política a una finca con importantes viñedos que poseía cerca de Madrid, en Villaverde, pero en 1481 fue llamado para ser nombrado cronista real por los Reyes Católicos, cargo que ejerció imitando a historiadores latinos como Tito Livio. Elaboró en estas funciones una Chrónica de los muy altos y esclarecidos reyes Cathólicos don Fernando y doña Ysabel en tres libros que quedó incompleta, pues comprende los años entre 1468 y 1490. Reluce en esta obra más la prosa que la exactitud histórica, pero gozó los honores de una traducción al latín realizada por Antonio de Nebrija por encargo de la reina; esta versión se publicó al fin en 1545 y 1550. En favor de los marranos (judioconversos) replicó al cardenal y arzobispo de Toledo, y obtuvo una indolente respuesta del inquisidor general Tomás de Torquemada y su gabinete. Su valentía le costó ser degradado del puesto de secretario real al de cronista.
Todos los códices y ediciones de su principal obra histórica, los Claros varones de Castilla, 24 semblanzas apologéticas de altos personajes del clero, la milicia y las artes de su tiempo al modo de Plutarco, derivan de una primera edición burgalesa y contienen un texto censurado por conveniencias de ese primer editor; se conserva, sin embargo, un manuscrito que ofrece lecciones más fiables y sin censurar aún no impreso y descubierto recientemente en el Museo de Santa Cruz, en Toledo. En esta obra sigue los pasos del otro gran biógrafo de la época, Fernán Pérez de Guzmán. En cuanto a su epistolario, titulado Letras, se inspira en las Epístolas familiares de Cicerón y las de Plinio el Joven. Sin embargo, su obra de mayor éxito fue la Glosa a las coplas de Mingo Revulgo, cuya primera edición parece ser la de Fadrique de Basilea en Burgos, alrededor de 1485, en cuarto. Hay, asimismo, un códice manuscrito en la Biblioteca Menéndez Pelayo de Santander.

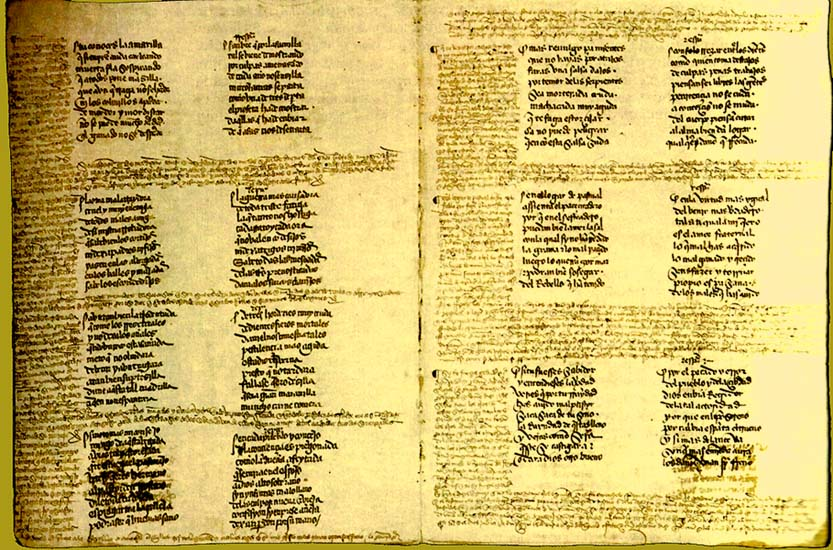
Coplas de Mingo Revulgo, glosadas por Fernando de Pulgar.

## Obras
- En 1485 y 1494 se publicaron en Burgos sus Letras,[3] treinta y dos epístolas a personas ilustres que son ejemplo de la prosa humanística del Renacimiento castellano, y una de las pocas colecciones epistolares romances del siglo XV.

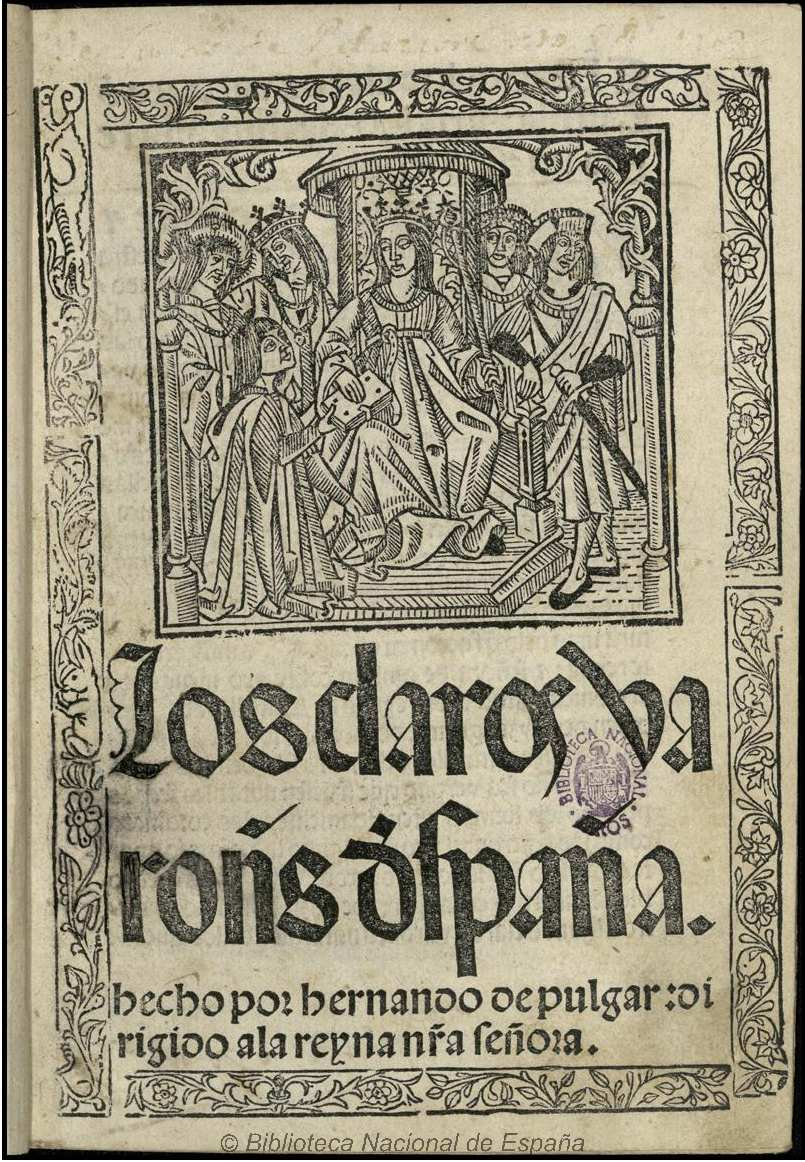

- En 1486 se publicó en Toledo su  Libro de los claros varones de Castilla,[4] colección de cortas biografías de caballeros, eclesiásticos y cortesanos ilustres parecida a las Generaciones y semblanzas de Fernán Pérez de Guzmán, pero de estilo más sobrio y castizo, donde retrata a los 24 personajes más importantes de la corte de Enrique IV.
- Escribió, además, la Chronica de los muy altos y esclarecidos Reyes Catholicos Don Fernando y Doña Isabel.[5] Fue escrita en lengua vernácula por Fernando del Pulgar y traducida al latín por Antonio de Nebrija al que se le atribuyó erróneamente cuando se imprimió por primera vez en 1565 en Valladolid. Dos años más tarde se imprimió con el nombre del verdadero autor. Fernando del Pulgar, en 1482 fue nombrado cronista real por la reina Isabel I de Castilla remplazando a Alonso de Palencia. Ese mismo año comenzó a escribir La Crónica de los reyes Católicos. Según Vicente Blasco, en el prólogo que escribe para la edición de 1780 de esta crónica, la obra comenzó como un pasatiempo de su autor. Se le atribuye a esta hipótesis el hecho de que muchos de los acontecimientos narrados ahí resulten poco exactos u omita alguno de ellos. Sin embargo la narración cumple con las necesidades del momento, que son legitimar y justificar, lo cual permite que se encuentre entre los favoritos de la corona. La crónica intenta en parte alabar los logros de la reina, pero también entremezcla los hechos con su experiencia y críticas personales para examinar las cualidades y deberes del buen monarca.[6] El objetivo de los Reyes Católicos era crear una narrativa histórica de sus actos que debía ser escrita en latín y en lengua vernácula con la finalidad de llegar a todos los sectores posibles para preservar su reputación. Es por esto que el manuscrito llega a caer en manos de  Antonio de Nebrija al que se le encomendó la tarea de traducir al latín. Por dos años fue atribuida al traductor, sin embargo debido a la cantidad de manuscritos con el nombre del verdadero autor, la obra volvió a su autoría original en la impresión de 1567. La Crónica de los Reyes Católicos fue revisada por el secretario de Fernando II, Lorenzo Galíndez de Carvajal, quien se encargó de “corregir y enmendar” los errores de los cronistas.[7] Actualmente existe una edición facsímil publicada en el 2008 por la Universidad de Sevilla, editada y estudiada por Juan de Mata Carrizo y Arroquia.

- También glosó las Coplas de Mingo Revulgo (Burgos, ¿1485?).[8]
- Oración dominica del Pater Noster, con la exposición que fizo Sant Agustín, obra perdida.